# Nicolás Mesarita
Nicolás Mesarita, en griego 'Νικόλαος Μεσαρίτης (Constantinopla, c. 1163/4 – íd., d. de 1216) fue un eclesiástico y escritor bizantino, elegido eventualmente metropolita de Éfeso en el Imperio de Nicea.

## Biografía
Nacido alrededor de 1163/64 en Constantinopla, tras realizar sus estudios Mesarita se convirtió en diácono y en guardián del tesoro (σκευοφύλαξ) de la capilla palatina de Santa María del Faro de Constantinopla, que contenía, entre otras cosas, la mortaja que envolvió a Cristo durante su entierro. Su nombre se encuentra por primera vez citado en 1201 cuando Juan Comneno el Gordo intentó hacerse con el poder y Mesarita tuvo que arriesgar su vida para defender el tesoro durante los disturbios resultantes, de forma que fue herido de gravedad.
Junto a Aniceto de Konya fue testigo ocular de la caída de Constantinopla en poder de la Cuarta Cruzada; incluso describió al pormenor dicha conquista durante la oración fúnebre pronunciada al fallecer Juan, su hermano mayor. Tras el saqueo, permaneció en la ciudad y junto con su hermano Juan representó a la población griega ante las nuevas autoridades. De 1204 a 1206, la Iglesia de Roma intentó repetidamente que la población griega reconociera la supremacía del Papa y la legitimidad del patriarca latino Tomás Morosini (llamado así por la conquista y huida del patriarca ortodoxo Juan X de Constantinopla o Kamatero a Didimótico). Durante las discusiones, los esfuerzos del legado papal Pietro de Capua o Capuano fueron vanos ante la delegación griega, dirigida por Juan Mesarita, que rechazó la supremacía papal y recordó a los latinos que los griegos ya tenían su propio patriarca. Las discusiones se reanudaron en 1206, pero esta vez en el lado latino estaba el cardenal Benedict de Sainte-Suzanne y en el lado griego Nicolás Mesarita, que había reemplazado a su hermano Juan. Se celebraron tres cortas reuniones en Constantinopla desde agosto hasta octubre de 1206, pero ambas partes permanecieron firmes en sus posiciones y los intercambios terminaron con un áspero discurso del patriarca Morosini, quien dijo: "Deben aceptarme. ¡Si no obedecen, lo trataremos como lo que es!». Antes de abandonar Constantinopla, los griegos hicieron un último esfuerzo dirigiéndose primero al emperador latino Enrique de Flandes, y como este último se declaró no competente en el asunto, directamente al Papa, pidiéndole que pudiera elegir directamente su propio patriarca (Juan X de Constantinopla había fallecido en el ínterin en el exilio), tras de lo cual un consejo podría discutir las diferencias entre ambas Iglesias. Pero no recibió respuesta del Papa y en 1213 un nuevo legado, el cardenal Pelagio, cerró las iglesias ortodoxas de Constantinopla, lo que provocó un nuevo éxodo haciae Nicea.
Después de la muerte de su hermano (1207), Mesarita abandonó Constantinopla y marchó al Imperio de Nicea, donde trabajó auxiliando al metropolitano Miguel. Alrededor de 1212, fue elegido metropolitano de Éfeso con el título de "Exarca de toda Asia".
Mesarita volvió a desempeñar un papel importante cuando las discusiones sobre la Unión de Iglesias se reanudaron (1214-1215) sin obtener más fruto que las primeras. Se desconoce la fecha exacta de su muerte. Su nombre se menciona por última vez en 1216, cuando ofició la boda de Irene Laskarina, hija mayor del emperador Teodoro Láscaris, con Andrónico Paleólogo.
Parte de sus obras ha llegado a nosotros gracias a dos manuscritos en griego de la Biblioteca Ambrosiana de Milán, que, al parecer, provienen del mismo códice. Como escritor pertenece a una corriente que cuestiona los valores tradicionales de la rígida prosa retórica griega y sus tópicos convencionales, que pretende sustituir por una descripción mucho más detallada y viva de la realidad, trasluciendo sin duda el abandono de la utopía de un imperio universal a cambio de un retorno a la realidad y la aceptación de un presente incierto.

## Obras principales
- Diversos discursos como Represión de la revuelta de Juan Comneno, llamado el Gordo, en 1200. Contrariamente a Nicéforo Crisoberges, Nicetas Coniates y Eutimo Torniqués que habían tratado el mismo asunto y presentaban a Juan de modo convencional y de manera abstracta, Mesarita ofrece una versión colorida y palpable de la realidad. Nombra las personas implicadas y ofrece de ellas descripciones vívidas como la de ese monje oriental, ataviado con una piel de asno, que intenta cortar el lazo que suspende la corona imperial en la cúpula de Santa Sofía.
- Epitafios (oración fúnebre) de su hermano mayor, Juan Mesarita (1207). Aquí, Mesarita brinda una descripción excepcional de la caída y saqueo de Constantinopla por los cruzados, que se completa con la de Jorge Frantzés.
- Ecfrasis (descripción detallada) de la iglesia de los Santos Apóstoles, escrita probablemente entre 1198 y 1203. Apenas menos imponente que Santa Sofía, esta iglesia con sus soberbios mosaicos era el lugar donde reposaban los restos mortales de los emperadores bizantinos. Mesarita describe allí el Cristo rodeado de sus apóstoles y afirma que él mismo puede «sentir el olor del mar».[2]
- Correspondencia con la familia imperial ante la elección de Miguel Antoreinanos como metropolita de Nicea y la coronación de Teodoro Lascaris en 1208.
- Relaciones sobre las negociaciones con los representantes de la Iglesia romana en 1206, así como en 1214-1216.